# Sphaerocoryne
Sphaerocoryne là chi thực vật có hoa trong họ Annonaceae.

## Phân bố
Các loài trong chi này có tại vùng nhiệt đới ở châu Á và châu Phi.

## Các loài
- Sphaerocoryne affinis (Teijsm. & Binn.) Ridl., 1917: Vú bò, cơm nguội. Có tại Việt Nam, Campuchia, Thái Lan, Malaysia, Indonesia, Philippines.
- Sphaerocoryne astiae I.M.Turner, 2018: Campuchia.
- Sphaerocoryne blanfordiana C.E.C.Fisch., 1926: Myanmar.
- Sphaerocoryne diospyrifolia (Pierre ex Finet & Gagnep.) Craib, 1922: Việt Nam, Lào, Campuchia.
- Sphaerocoryne gracilipes (Benth.) X.Guo & R.M.K.Saunders, 2017: Cameroon, Gabon, các đảo trên vịnh Guinea, Nigeria.
- Sphaerocoryne gracilis (Oliv. ex Engl. & Diels) Verdc., 1986: Kenya, Mozambique, Tanzania.
- Sphaerocoryne touranensis (Bân) I.M.Turner, 2018: Vú bò Đà Nẵng. Việt Nam.

## Lưu ý
Phân loại của các chi Melodorum, Sphaerocoryne và Mitrella vẫn khá mơ hồ và sự tiếp tục sửa đổi là cần thiết.